# Amphiprion chrysogaster
Amphiprion chrysogaster, el pez payaso de Mauricio es una especie de peces de la familia Pomacentridae, en el orden de los Perciformes.
Pertenecen a los denominados peces payaso, o peces anémona, y viven en una relación mutualista con anémonas Entacmaea quadricolor, Heteractis aurora, Heteractis magnifica, Macrodactyla doreensis, Stichodactyla haddoni, y Stichodactyla mertensii.

## Morfología
Presenta una coloración marrón oscuro, casi negra, en cabeza y cuerpo, con una franja blanca, vertical, en la cabeza, que desciende detrás del ojo; otra, también blanca y vertical,  desde la mitad de la espalda, hasta el ano; y una tercera en el pedúnculo caudal. Con amarillo o naranja en el hocico, boca, vientre, aletas pectorales, pélvicas, y en el margan inferior de la aleta caudal, el resto de la aleta caudal es negro. Los márgenes superiores de la mitad posterior de la aleta dorsal y de la aleta caudal son blancos.
Cuenta con 10 espinas y 16-17 radios blandos dorsales; 2 espinas y 13-14 radios blandos anales.
Las hembras pueden llegar alcanzar los 15 cm de longitud total.

## Reproducción
Es  monógamo y hermafrodita secuencial protándrico, esto significa que todos los alevines son machos, y que tienen la facultad de convertirse en hembras, cuando la situación jerárquica en el grupo lo permite, siendo el ejemplar mayor del clan el que se convierte en la hembra dominante, ya que se organizan en matriarcados.
Su género es algo fácil de identificar, ya que la hembra, teóricamente es la más grande del clan. Cuando ésta muere, el pequeño macho dominante se convierte en una hembra. 
Son desovadores bénticos. El número de huevos oscila entre 100 y 1000 por puesta, dependiendo del tamaño y experiencia de la madre. Los huevos son demersales, de forma elíptica, y adheridos al sustrato. La reproducción se produce en cuanto comienza a elevarse la temperatura del agua, aunque, como habitan en aguas tropicales, se pueden reproducir casi todo el año. El macho prepara el lugar de la puesta, en un sustrato duro en la base de una anémona, y, tras realizar las maniobras del cortejo, espera a que la hembra fije los huevos allí, y los fertiliza. Posteriormente, agita sus aletas periódicamente para oxigenar los embriones, y elimina los que están en mal estado. Tras un periodo de 6-7 días, cuando los alevines se liberan, no reciben atención alguna de sus padres. Deambulan en aguas superficiales en fase larval durante 8 a 12 días, posteriormente descienden al fondo en busca de una anémona, y mutan a su coloración juvenil.

## Alimentación
Se alimenta de algas bénticas y pequeños invertebrados del zooplancton, como copépodos y larvas.

## Hábitat y comportamiento
Es un pez de mar, no migratorio, de clima tropical (19°S-21°S), y asociado a los  arrecifes de coral, que vive entre 2-40 m de profundidad. De adultos frecuentan lagunas y arrecifes exteriores.
Mantiene una relación mutualista con anémonas  Entacmaea quadricolor, Heteractis aurora, Heteractis magnifica, Macrodactyla doreensis, Stichodactyla haddoni, y Stichodactyla mertensii.

## Distribución geográfica
Se encuentra en el Océano Índico sur-occidental: en Madagascar, Mauricio, Reunión y Rodrigues. Siendo cuestionable su presencia en India.

## Observaciones
Puede ser criado en cautividad.

## Galería

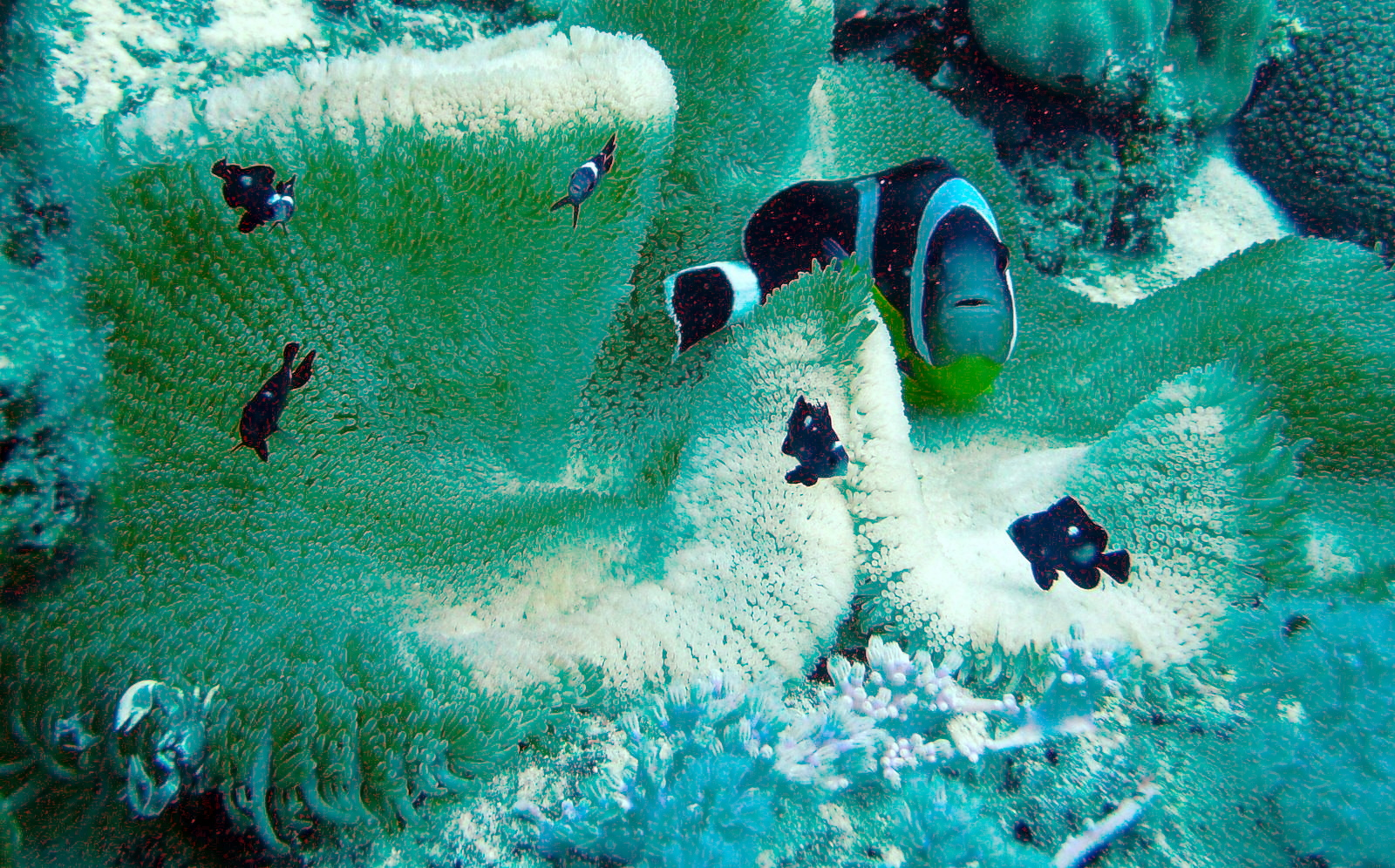
A. chrysogaster y varios Dascyllus trimaculatus en anémona Stichodactyla sp, cerca de Coin de Mire, Mauritius
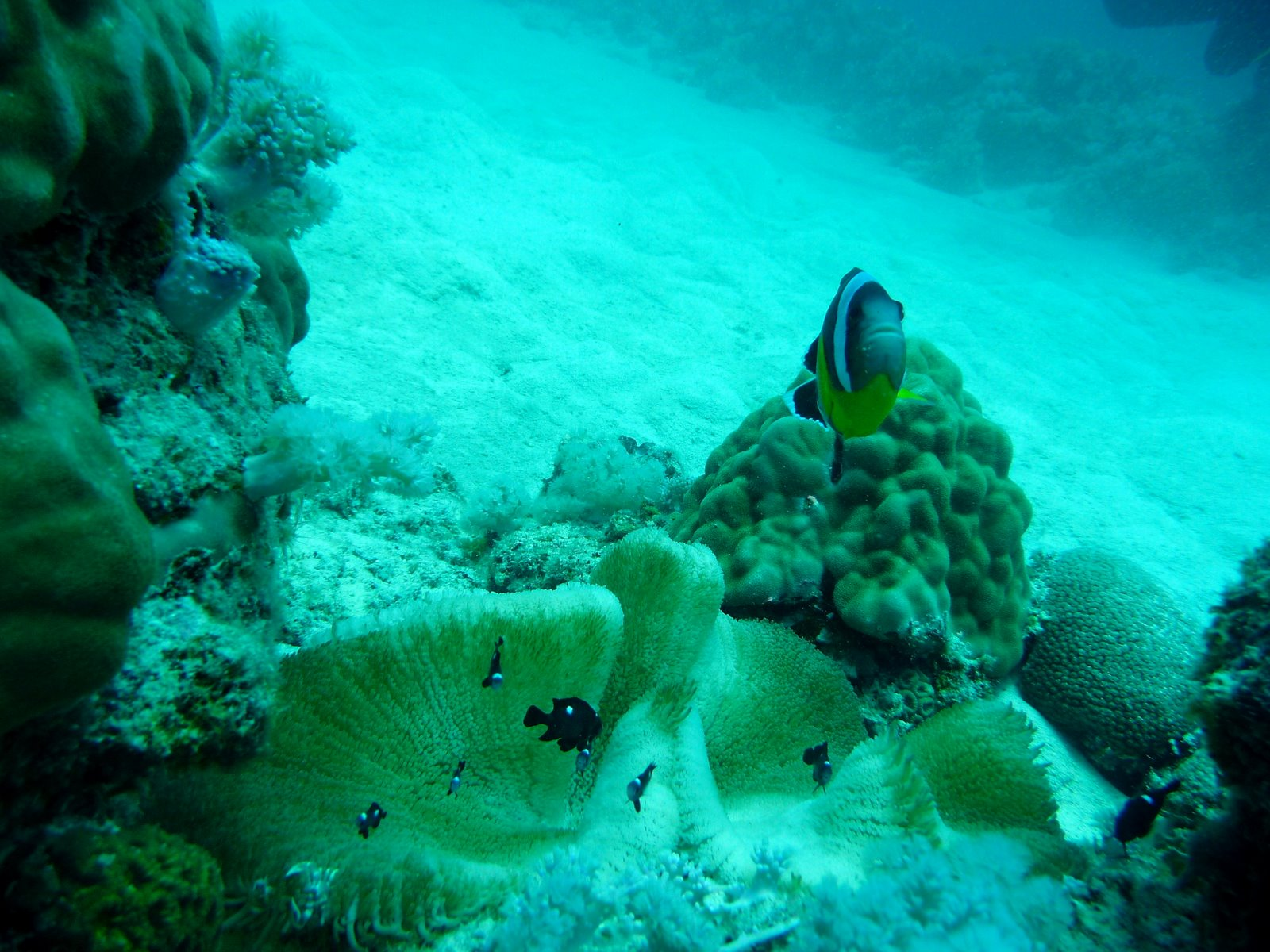
A. chrysogaster y varios Dascyllus trimaculatus en anémona Stichodactyla sp, cerca de Coin de Mire, Mauritius
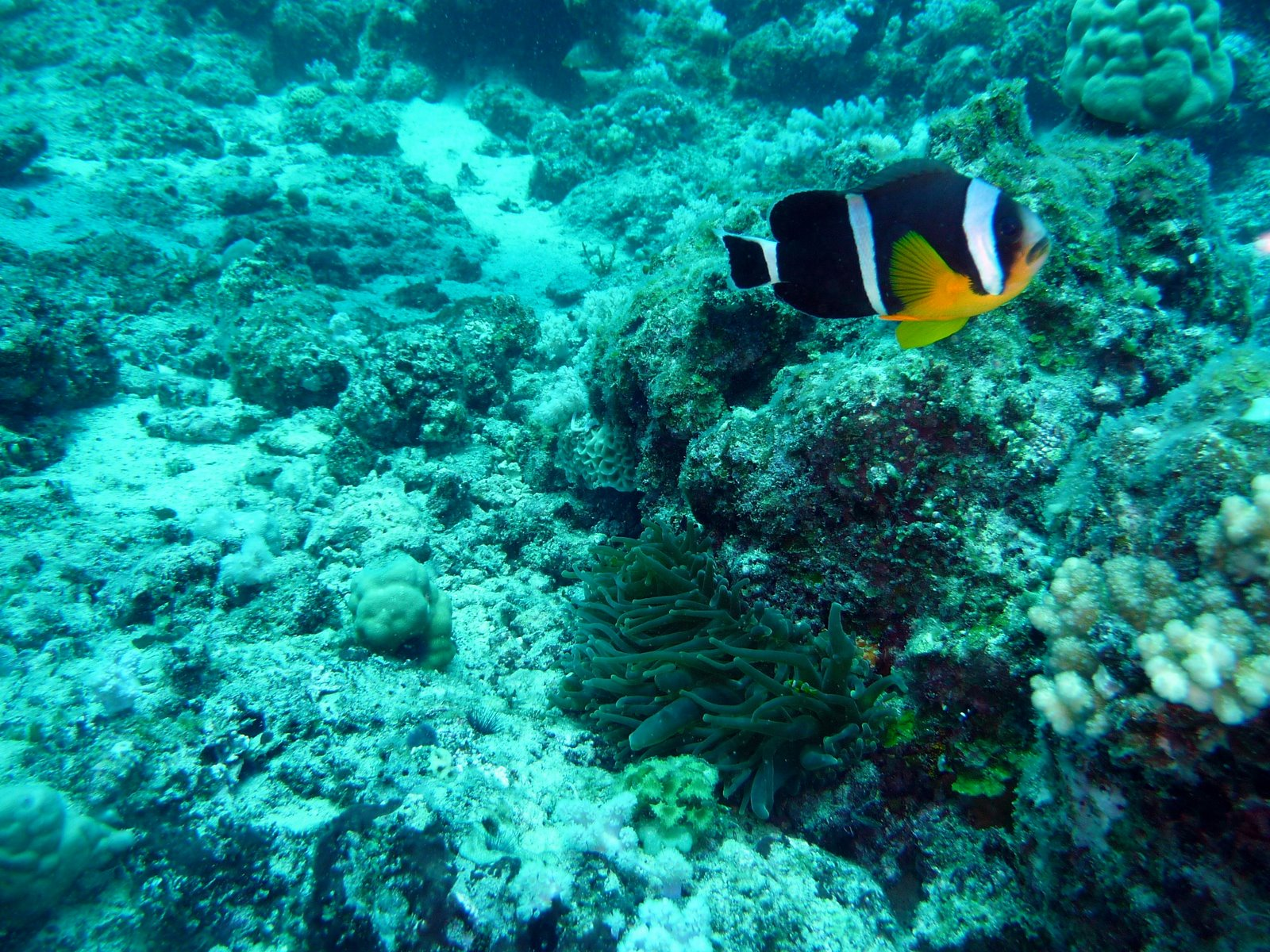
A. chrysogaster cerca de Coin de Mire, Mauritius
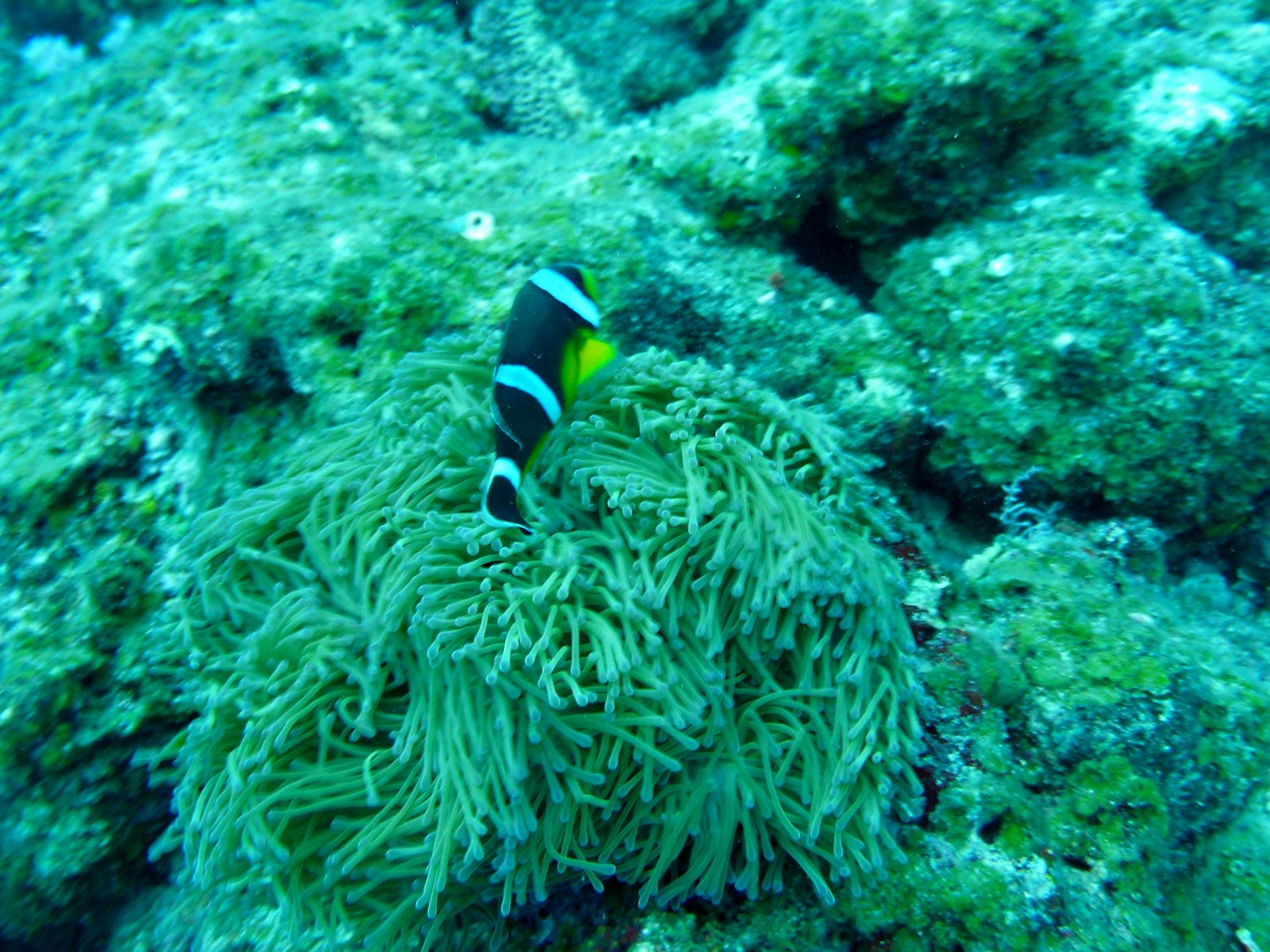
A. chrysogaster cerca de Coin de Mire, Mauritius
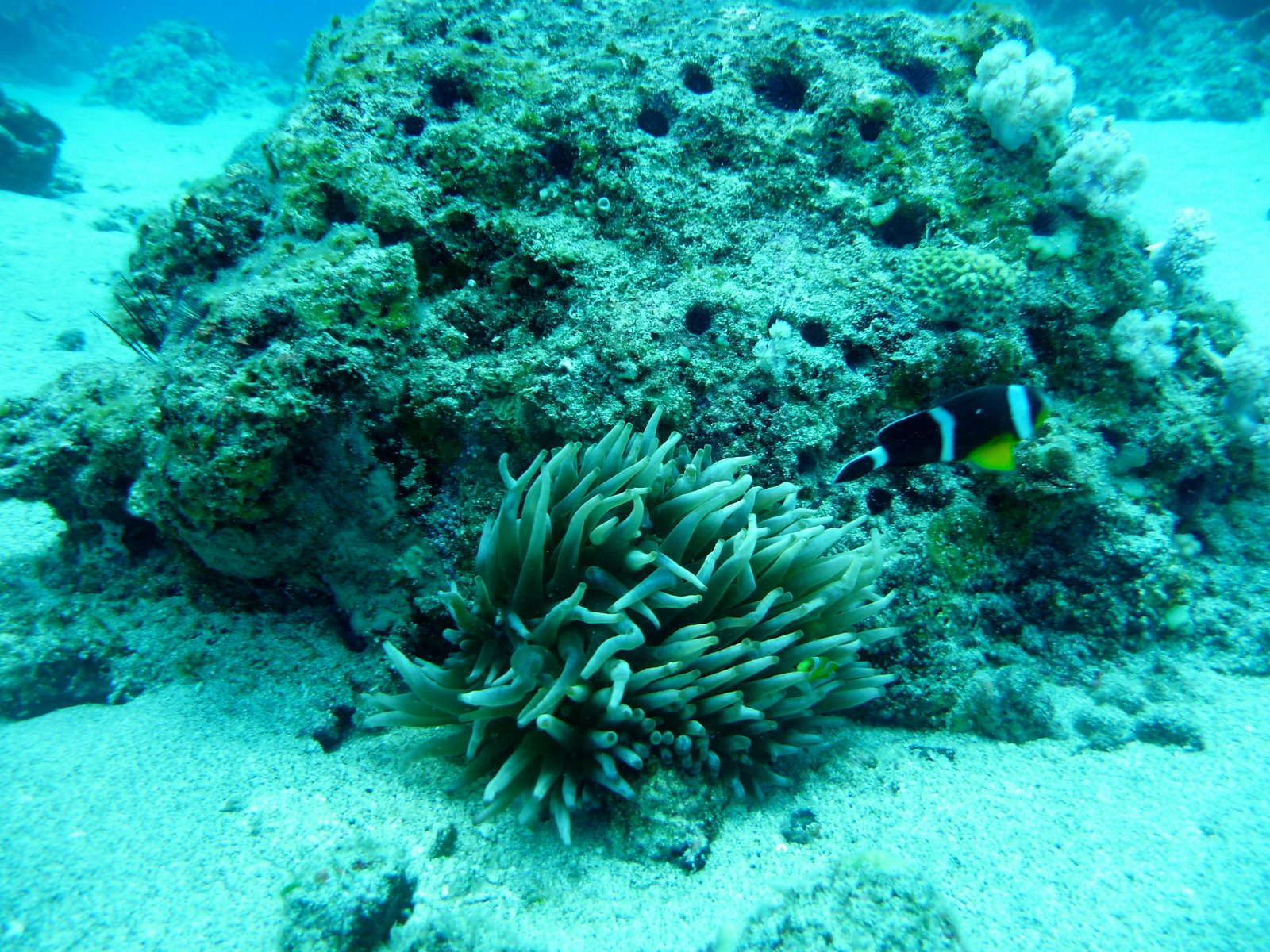
A. chrysogaster en, probablemente, Heteractis malu, cerca de Coin de Mire, Mauritius